# Исраелян, Гарик
Гарик Исраелян — астрофизик в Институте Астрофизики на Канарских Островах (Испания), творческий директор и духовный отец фестиваля Стармус.
Родился в 1963 году в Советской Армении. Предпочитая музыку учёбе, он бросил школу в возрасте 16 лет, но фильм «Солярис» пробудил в нём интерес к научной фантастике и вдохновил поступить в Ереванский государственный университет, где он изучал астрофизику у Виктора Амбарцумяна. После недолгой работы в обсерватории в Северной Ирландии и стажировок в Нидерландах, Бельгии и Австралии, его последняя стажировка привела его на Канары в 1997 году, где он остался работать в Институте астрофизики Канарских островов и получил испанское гражданство.
В 1999 г. он возглавлял совместную работу, опубликованную в журнале «Nature», где были представлены первые наблюдения и доказательства того, что образование черных дыр вызвано взрывами сверхновых звезд. Его исследование привело к многочисленным открытиям, опубликованным в журнале «Nature» и других профилирующих журналах по таким тематикам, как экзопланеты, массивные звезды и двойные системы с черными дырами.
Доктор Исраелян выступал с лекциями на многих профессиональных конференциях, включая TED Global. Наряду с Мишелем Майором и Нуно Сантос он был награжден международной научной премией им. Виктора Амбарцумяна в области астрофизики, физики и математики (2010 г.) за работы по экзопланетам и их звездам-прародителям.